# Newport County AFC

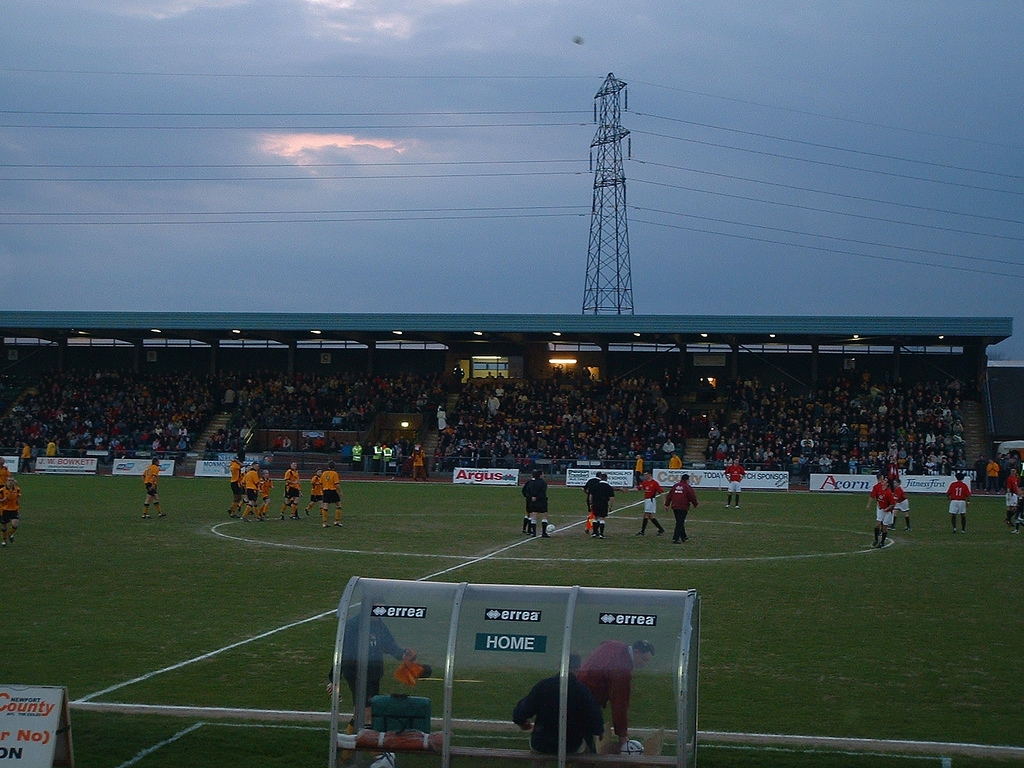
Newport vs. Manchester United in het stadion van Newport

Newport County AFC is een Welshe voetbalclub uit Newport in Zuid Wales, die echter uitkomt in de Engelse competitie.

## Geschiedenis

### Ontstaan
De club werd in 1912 opgericht en voegde zich in 1920 bij de Engelse Football League in de Third Division, na bijna 20 jaar werd de club kampioen in 1939.

### Ramp in tweede klasse
De promotie naar de Second Division ging gepaard met het uitbreken van de Tweede Wereldoorlog en dat seizoen werden slechts drie wedstrijden gespeeld. County speelde 1-1 gelijk tegen Tottenham Hotspur en won met 3-1 van Southampton en werd zo negende op 22 in het onafgemaakte seizoen. Na de oorlog ging het minder met de club, Newcastle United diende de zwaarste nederlaag in de geschiedenis toe met 13-0. Ondanks overwinningen op clubs als Coventry City, Sheffield Wednesday en Fulham FC moest de club de laatste vier competitiewedstrijden allemaal winnen om behoud te verzekeren. Hoewel er weer wraak werd genomen op Newcastle met een overwinning werd County verslagen door Birmingham City, Luton Town en Manchester City. Het lot was bezegeld en de club degradeerde.

### Leven in de kelder van de competitie
In 1949 werd de vijfde ronde van de FA Cup bereikt. Na elf seizoenen in de Third Division South vermeed de club net een degradatie, toen de vierde klasse opgericht werd en de twaalf laatste teams uit de derde klasse North en South degradeerden terwijl de rest van de twee reeksen de nieuwe uniforme derde klasse vormde. In 1962 degradeerde de club wel naar de Fourth Division, hun thuishaven voor de volgende 18 jaar.

### Promotie en Europees succes
De jaren 80 waren zowel de beste als de slechtste momenten van de club. In 1980 werd eindelijk promotie afgedwongen en won de club de Welsh Cup wat een rechtstreeks ticket betekende voor de Europacup II het volgende seizoen. Het Europees avontuur werd een immens succes voor de derdeklasser nadat het Noord-Ierse Crusaders aan de kant werd gezet versloeg de club ook het Noorse Haugar Haugesund met 6-0. In de kwartfinale was de Europese topclub FC Carl Zeiss Jena de tegenstander, Newport kon de club in bedwang houden op eigen veld met 2-2 en kon op het thuisveld zich naar de halve finale spelen, maar de club verloor thuis met 0-1 van Jena. In 1983 werd de promotie naar de tweede klasse net gemist en behaald door aartsrivaal Cardiff City.

### Vrije val en faillissement
Het decennium eindigde minder glorieus, de club degradeerde twee keer en speelde in de Conference National (vijfde klasse). Op 27 februari 1989 ging de club uiteindelijk failliet. Er werd een nieuwe club opgericht die moest beginnen in de Hellenic League, zo'n vier klassen onder de Football League en probeert sindsdien zich terug bij de League te voegen.

### Nieuwe club
De eerste jaren was de club verbannen om in Moreton-in-Marsh, Gloucestershire te spelen en kon pas half jaren 90 terugkeren in het nieuwe stadion te Newport. In 2009/10 werd Newport County kampioen in de Conference South en promoveerde aldus naar de Conference National. De club promoveerde na het seizoen 2012/13 naar het vierde niveau in de Engelse voetbalpiramide, League Two.
Op zondag 6 januari 2019 zorgde Newport County AFC voor een sensatie door Premier League club Leicester City in de derde ronde van de FA-Cup door een 2-1 thuisoverwinning uit te schakelen.

## Erelijst
- Welsh Cup

Winnaar: 1980
Finalist: 1963, 1987

## Newport in Europa
#R = #ronde, 1/8 = achtste finale, 1/4 = kwartfinale, T/U = Thuis/Uit, W = Wedstrijd, PUC = punten UEFA coëfficiënten .
Uitslagen vanuit gezichtspunt Newport County AFC
| Seizoen                                                    | Competitie   | Ronde | Land                                    | Club               | Totaalscore | 1e W    | 2e W    | PUC |
| ---------------------------------------------------------- | ------------ | ----- | --------------------------------------- | ------------------ | ----------- | ------- | ------- | --- |
| 1980/81                                                    | Europacup II | 1R    | Vlag van Noord-Ierland                  | Crusaders FC       | 4-0         | 4-0 (T) | 0-0 (U) | 8.0 |
|                                                            |              | 1/8   | Vlag van Noorwegen                      | Haugar Haugesund   | 6-0         | 0-0 (U) | 6-0 (T) | 8.0 |
|                                                            |              | 1/4   | Vlag van Duitse Democratische Republiek | FC Carl Zeiss Jena | 2-3         | 2-2 U)  | 0-1 (T) | 8.0 |
| Totaal aantal behaalde punten voor UEFA coëfficiënten: 8.0 |              |       |                                         |                    |             |         |         |     |

Zie ook
- Deelnemers UEFA-toernooien Wales
- Ranglijst van alle clubs die in de diverse Europa Cups zijn uitgekomen

## Records
- Hoogste opkomst: 24268 tegen Cardiff City op 16 oktober 1937 (3de klasse)
- Grootste overwinning: 10-0 tegen Merthyr Town op 10 april 1930
- Grootste nederlaag: 0-13 tegen Newcastle United op 5 oktober 1946